# Adam Koman
Adam Koman (ur. 24 grudnia 1922 w Kowlu, zm. 1 grudnia 2005 w Szczecinie) – polski aktor teatralny i filmowy.

## Życiorys
Jako aktor był członkiem zespołów teatrów: Miejskiego w Bydgoszczy (1945–1947), Wybrzeże w Gdańsku (1947–1948), Polskiego w Bydgoszczy (1948–1949), Polskiego w Bielsku-Białej (1949–1962), Bałtyckiego w Koszalinie (1962–1963) oraz Dramatycznego w Szczecinie (1963–1971). Ostatnie lata scenicznej kariery spędził na scenach łódzkich: Teatru im. Stefana Jaracza (1971–1981) oraz Teatru Nowego (1987–1988). Pełnił również funkcję dyrektora administracyjnego teatrów w Koszalinie i Szczecinie. Ponadto wystąpił w siedmiu spektaklach Teatru Telewizji (1965–1982).
W 1989 roku został uhonorowany Odznaką Honorową Miasta Łodzi.
Był mężem aktorki Haliny Koman-Dobrowolskiej (1923–2014) oraz ojcem Jacka Komana (ur. 1956) – aktora, wokalisty i tancerza. Został pochowany na cmentarzu Centralnym w Szczecinie.

## Filmografia

### Filmy fabularne
- Święta wojna (1965)
- Tamań (1969) – oficer w Tamaniu
- Skarb trzech łotrów (1972) – oficer dyżurny
- Mazepa (1975) – dworzanin Wojewody
- Zagrożenie (1976) – woźny sądowy
- Klara i Angelika (1976) – członek delegacji z rodzinnego miasta Klary
- Zerwane cumy (1979) – radiooficer
- Bołdyn (1981)
- Romans z intruzem (1984) – oficer
- Jak się pozbyć czarnego kota (1984) – portier na budowie
- Złoty pociąg (1986)
- Prywatne śledztwo (1986) – sąsiad Skoneckiego
- Mr Tański (1987)

### Seriale
- Życie na gorąco (1978) – odc. 1
- Ślad na ziemi (1978) – kierownik bazy samochodowej (odc. 2, 3)
- Rodzina Leśniewskich (1978) – odc. 3
- Najdłuższa wojna nowoczesnej Europy (1981) – poseł polski (odc. 5)